# Selección de fútbol playa de Costa de Marfil
La Selección de fútbol playa de Costa de Marfil es el equipo que representa al país en la Copa Mundial de Fútbol Playa de FIFA y en el campeonato de Fútbol Playa de la CAF; y es controlada por la Federación Marfileña de Fútbol.

## Estadísticas

### Copa Mundial de Fútbol Playa FIFA
| Copa Mundial de Fútbol Playa FIFA | Copa Mundial de Fútbol Playa FIFA | Copa Mundial de Fútbol Playa FIFA | Copa Mundial de Fútbol Playa FIFA | Copa Mundial de Fútbol Playa FIFA | Copa Mundial de Fútbol Playa FIFA | Copa Mundial de Fútbol Playa FIFA | Copa Mundial de Fútbol Playa FIFA |
| Año                               | Ronda                             | J                                 | G                                 | G+                                | P                                 | GF                                | GC                                |
| --------------------------------- | --------------------------------- | --------------------------------- | --------------------------------- | --------------------------------- | --------------------------------- | --------------------------------- | --------------------------------- |
| 2005                              | No participó                      | No participó                      | No participó                      | No participó                      | No participó                      | No participó                      | No participó                      |
| 2006                              | No clasificó                      | No clasificó                      | No clasificó                      | No clasificó                      | No clasificó                      | No clasificó                      | No clasificó                      |
| 2007                              | No clasificó                      | No clasificó                      | No clasificó                      | No clasificó                      | No clasificó                      | No clasificó                      | No clasificó                      |
| 2008                              | No clasificó                      | No clasificó                      | No clasificó                      | No clasificó                      | No clasificó                      | No clasificó                      | No clasificó                      |
| 2009                              | Fase de grupos                    | 3                                 | 1                                 | 0                                 | 2                                 | 15                                | 18                                |
| 2011                              | No clasificó                      | No clasificó                      | No clasificó                      | No clasificó                      | No clasificó                      | No clasificó                      | No clasificó                      |
| 2013                              | Fase de grupos                    | 3                                 | 0                                 | 0                                 | 3                                 | 11                                | 19                                |
| 2015                              | No clasificó                      | No clasificó                      | No clasificó                      | No clasificó                      | No clasificó                      | No clasificó                      | No clasificó                      |
| 2017                              | No clasificó                      | No clasificó                      | No clasificó                      | No clasificó                      | No clasificó                      | No clasificó                      | No clasificó                      |
| 2019                              | No clasificó                      | No clasificó                      | No clasificó                      | No clasificó                      | No clasificó                      | No clasificó                      | No clasificó                      |
| 2021                              | Se retiró                         | Se retiró                         | Se retiró                         | Se retiró                         | Se retiró                         | Se retiró                         | Se retiró                         |
| 2023                              | Se retiró                         | Se retiró                         | Se retiró                         | Se retiró                         | Se retiró                         | Se retiró                         | Se retiró                         |
| Total                             | 2/12                              | 6                                 | 1                                 | 0                                 | 5                                 | 26                                | 37                                |

### Copa Africana de Naciones de Fútbol Playa
| Copa Africana de Naciones de Fútbol Playa | Copa Africana de Naciones de Fútbol Playa | Copa Africana de Naciones de Fútbol Playa | Copa Africana de Naciones de Fútbol Playa | Copa Africana de Naciones de Fútbol Playa | Copa Africana de Naciones de Fútbol Playa | Copa Africana de Naciones de Fútbol Playa | Copa Africana de Naciones de Fútbol Playa |
| Año                                       | Ronda                                     | J                                         | G                                         | G+                                        | P                                         | GF                                        | GC                                        |
| ----------------------------------------- | ----------------------------------------- | ----------------------------------------- | ----------------------------------------- | ----------------------------------------- | ----------------------------------------- | ----------------------------------------- | ----------------------------------------- |
| 2006                                      | Cuarto lugar                              | 4                                         | 0                                         | 2                                         | 2                                         | 19                                        | 23                                        |
| 2007                                      | Tercer lugar                              | 5                                         | 4                                         | 0                                         | 1                                         | 26                                        | 17                                        |
| 2008                                      | Tercer lugar                              | 5                                         | 2                                         | 0                                         | 3                                         | 24                                        | 22                                        |
| 2009                                      | Subcampeón                                | 4                                         | 2                                         | 1                                         | 1                                         | 26                                        | 27                                        |
| 2011                                      | Séptimo lugar                             | 3                                         | 1                                         | 0                                         | 2                                         | 11                                        | 12                                        |
| 2013                                      | Subcampeón                                | 5                                         | 4                                         | 0                                         | 1                                         | 20                                        | 17                                        |
| 2015                                      | Cuarto lugar                              | 5                                         | 1                                         | 1                                         | 3                                         | 16                                        | 24                                        |
| 2016                                      | Sexto lugar                               | 4                                         | 0                                         | 0                                         | 4                                         | 10                                        | 18                                        |
| 2018                                      | Sexto lugar                               | 5                                         | 1                                         | 0                                         | 4                                         | 24                                        | 31                                        |
| 2021                                      | Se retiró                                 | Se retiró                                 | Se retiró                                 | Se retiró                                 | Se retiró                                 | Se retiró                                 | Se retiró                                 |
| 2022                                      | Se retiró                                 | Se retiró                                 | Se retiró                                 | Se retiró                                 | Se retiró                                 | Se retiró                                 | Se retiró                                 |
| Total                                     | 9/11                                      | 40                                        | 15                                        | 4                                         | 21                                        | 176                                       | 191                                       |